# Pjatychatský rajón
Pjatychatský rajón (ukrajinsky П'ятихатський район) byl rajón v Dněpropetrovské oblasti na Ukrajině. Hlavním městem byly Pjatychatky a rajón měl přibližně 45 tisíc obyvatel. 

## Sídla v rajónu
- Lychivka
- Pjatychatky
- Vyšneve